# Jean Denton
Jean Denton, baronne Denton de Wakefield (29 décembre 1935 - 5 février 2001) est une femme d'affaires britannique, pilote de course et femme politique.

## Biographie
Jean Moss est née en 1935, elle est la fille de Charles et Kathleen Moss (née Tuke) à Wakefield dans le Yorkshire. Son père travaille dans un hôpital et sa mère est cuisinière à l'école. À l'âge de 8 ans, elle représente le Yorkshire dans une version pour enfant de l'émission radiophonique Round Britain Quiz. Moss fréquente la Rothwell Grammar School près de Leeds. Quand elle a quatorze ans, elle doit se reposer au lit pendant un an pour guérir une infection rénale, malgré cela, elle remporte une bourse pour la London School of Economics. Elle obtient un BSc en économie en 1958. Après avoir obtenu son diplôme en économie, elle rejoint le département marketing de la société de consommation Procter & Gamble.
De 1961 à 1964, elle est dans le département marketing de l'Economist Intelligence Unit (EIU) qui fait partie du groupe d'entreprises The Economist. À peu près à cette époque, elle s'intéresse à la course automobile. Elle apprend à conduire tard à l'âge de 26 ans. Jusqu'en 1966, elle travaille pour IPC Media et jusqu'en 1969, elle dirige le département d'hôtellerie et de restauration de l'Université de Surrey. Pendant son temps libre, elle remporte le titre de Championne de Grande-Bretagne en 1967 et 1968.
En 1969, elle abandonne son travail dans le marketing et la gestion et consacre son temps à la course automobile. Elle participe et est la seule femme à terminer dans une voiture de sport le Rallye-marathon Londres-Sydney. L'année suivante, elle est parrainée par le magazine Woman pour conduire une Austin Maxi dans le rallye de la Coupe du monde à travers l'Europe et l'Amérique du Sud.
Elle combine ses intérêts et ses compétences et travaille comme cadre supérieur dans l'industrie automobile britannique. Elle est directrice du marketing pour le Hampstead Huxford Garage Group à partir de 1972 et en 1978, elle rejoint le groupe Heron Motor à l'invitation de Gerald Ronson. À partir de 1980, elle devient directrice générale d'une société de location de voitures jusqu'à devenir directrice des relations publiques du groupe Austin Rover. En 1987, elle est directrice de la société de relations publiques Burson-Marsteller.
En 1991, elle est nommée Commandeur de l'Ordre de l'Empire britannique. En 1992, elle est créée pair à vie, en tant que baronne Denton de Wakefield, de Wakefield dans le comté de West Yorkshire. Elle est Lord-in-waiting de 1991 à 2002. Elle est sous-secrétaire d'État parlementaire au Département du commerce et de l'industrie de 1992 à 1993, au Département de l'énergie de 1993 à 1994 et au ministère de l'Irlande du Nord de 1994 à 1997. Après les élections générales de 1997, elle est porte-parole de l'opposition conservatrice sur le commerce et l'industrie à la Chambre des lords.
Elle est cofondatrice de Forum UK, la section britannique du Forum international pour les femmes et présidente (présidente) de l'organisation Women on the Move against Cancer.